# Danh sách đĩa nhạc của 2PM

## Album phòng thu
| Thông tin Album |
| --- |
| 2PM - The First Album 1:59PM - Phát hành: 14 Tháng Mười Một 2009 - Định dạng: CD, kỹ thuật số - Sản xuất: JYP Entertainment - Đĩa đơn: "Tired of Waiting", "I Was Crazy About You", "Heartbeat" |

## EP
| Thông tin Album |
| --- |
| Hottest Time Of The Day - Phát hành: 25 Tháng Chín 2008 - Định dạng: CD, kỹ thuật số - Sản xuất: JYP Entertainment - Đĩa đơn: "10 Out Of 10" & "Only You"                                   |
| Only You (Winter Special) - Phát hành: 20 tháng 12 năm 2008 - Định dạng: kỹ thuật số - Sản xuất: JYP Entertainment - Đĩa đơn: "Only you (Winter Special)"                                   |
| 2:00PM Time For Change - Phát hành: 23 Tháng 4 năm 2009 - Định dạng: CD, kỹ thuật số - Sản xuất: JYP Entertainment - Đĩa đơn: "Again & Again" & "I Hate You"                                |
| 2PM Thailand Special Edition (Album đầu tiên ở nước ngoài) - Phát hành: 25 tháng 6 năm 2009 - Định dạng: CD + DVD - Sản xuất: JYP Entertainment - Đĩa đơn: "Again & Again" & "10 Out Of 10" |

## Đĩa đơn
| Năm  | Đĩa đơn                                                         | Album                   |
| ---- | --------------------------------------------------------------- | ----------------------- |
| 2008 | "10 Points Out of 10 Points" (tiếng Hàn Quốc: 10점 만점에 10점) | Hottest Time of the Day |
| 2008 | "Only You"                                                      | Hottest Time of the Day |
| 2008 | "Only You" (Winter Special)                                     | —                       |
| 2009 | "Again & Again"                                                 | 2:00PM Time For Change  |
| 2009 | "I Hate You" (tiếng Hàn Quốc: 니가 밉다)                        | 2:00PM Time For Change  |
| 2009 | "Heartbeat"                                                     | 1:59PM                  |
| 2009 | "My Color"                                                      | —                       |
| 2010 | "Tik Tok" (feat. Yoon Eun-Hye)                                  | —                       |
| 2010 | "Crazy4S"                                                       | —                       |
| 2010 | "Open Happiness" (tiếng Hàn Quốc: 오펜하피네스)                 | —                       |
| 2010 | "Follow Your Soul"                                              | —                       |
| 2010 | "Without U"                                                     | Don't Stop Can't Stop   |
| 2010 | "Thank You"                                                     | —                       |
| 2010 | "Fly to Seoul (Boom Boom Boom)"                                 | —                       |
| 2010 | "I'll Be Back"                                                  | Still 2:00PM            |